# Glympis cuernavacalis
Glympis cuernavacalis är en fjärilsart som beskrevs av Dyar 1912. Glympis cuernavacalis ingår i släktet Glympis och familjen nattflyn. Inga underarter finns listade i Catalogue of Life.